# Fontanosas
Fontanosas es una pequeña localidad intermunicipal de Ciudad Real (Castilla-La Mancha). En 1849 la villa se dividió en dos partes, una perteneciente al término municipal de Almodóvar del Campo y otra al de Abenójar.
Es conocida principalmente por sus innumerables arroyos y sus yacimientos de granito. También destaca la gran afición por el juego de los bolos.

## Descripción
La población contaba en 2022 con 78 habitantes en la parte de Abenójar y 82 en la de Almodóvar, arrojando una población total de 160 habitantes (INE 2022).
En sus proximidades se localiza uno de los cielos para el disfrute de la astronomía más limpios de España.
 Su acceso principal se produce a través de la CR-424, o carretera de Almadén. 

## Demografía
| Gráfica de evolución demográfica de Fontanosas entre 1857 y 1860 |
| |
| Población de derecho según los censos de población del INE Población de hecho según los censos de población del INEEntre el censo de 1857 y el anterior, aparece este municipio porque se segrega del municipio Almodóvar del Campo Entre el censo de 1877 y el anterior, este municipio desaparece porque se integra en el municipio Almodóvar del Campo |

## Lugares de interés
Entre los enclaves más destacables del lugar, debemos nombrar los siguientes:
- Los arroyos de agua procedente de cursos fluviales como el Quejigares o el Fresnedillas. Esta particularidad posibilitaba la labor en tradicionales molinos hidráulicos hasta no hace mucho tiempo. Destacan sus afloramientos de granito exquisitamente trabajados por los canteros locales.
- Su entorno natural, hay que mencionar la plaza de los Moros y la cueva del Peñón, entre otros lugares de interés.
- El molino del río, así como el antiguo puente vestigio de la calzada romana que unía Toledo y Córdoba.
- La Iglesia Parroquial de Nuestra Señora del Buen Suceso, un templo de una sola nave con bóveda de cañón de fajones y presbiterio con cúpula de cuarto de esfera, coro a los pies y sacristía en la cabecera como añadido.

## Festejos
Celebra fiestas en honor de su patrona, la Virgen del Buen Suceso, el 15 de agosto y de la Natividad de la Virgen, el 8 de septiembre. En Semana Santa es interesante la Procesión del Encuentro el miércoles santo.

## Climatología
En Fontanosas los veranos son cortos, cálidos, secos y mayormente despejados. Los inviernos son muy frío y parcialmente nublados. Durante el transcurso del año, la temperatura generalmente varía de 1 °C a 34 °C. En Almodóvar del Campo, la temperatura rara vez baja a menos de -4 °C o sube a más de 37 °C; en Abenójar, rara vez baja a menos de -3 °C o sube a más de 38 °C.